# Greta Erikson
Märta Greta Erikson, född 20 december 1919 i Klara församling i Stockholm,, död 13 oktober 2014 i Hägerstens församling i Stockholm, var en svensk pianist.
Greta Erikson debuterade som underbarn i Stockholms konserthus 1930 och fick sitt stora genombrott tio år senare. Hon hade en framgångsrik karriär som konsertpianist med särskild tonvikt på den moderna och senromantiska repertoaren. Parallellt var hon en mycket efterfrågad pedagog och som sådan verksam vid Kungliga Musikhögskolan i Stockholm under flera decennier. Hon fick professors namn 1966. Bland hennes elever märks Dag Achatz, Carl-Axel Dominique, Jan Eyron, Jacob Moscovicz, Mats Widlund, Matti Hirvonen och Tore Uppström.
Hon är begravd på Norra begravningsplatsen utanför Stockholm.

## Priser och utmärkelser
- 1963 – Ledamot nr 710 av Kungliga Musikaliska Akademien
- 1966 – Professors namn
- 1976 – Litteris et Artibus
- 1980 – Svenska grammofonpriset för Adolf Wiklund – Pianokonsert nr 2 i h-moll, op. 17, 3 stycken för stråkorkester och harpa, Sång till våren (med Sveriges Radios symfoniorkester under Stig Westerberg)
- 1987 – Medaljen för tonkonstens främjande

## Fotnoter
1. ↑  Efternamnet stavas med två s, Eriksson, i folkbokföringen